# Landévant
Landévant är en kommun i departementet Morbihan i regionen Bretagne i nordvästra Frankrike. Kommunen ligger i kantonen Pluvigner som tillhör arrondissementet Lorient. År 2022 hade Landévant 4 049 invånare.

## Befolkningsutveckling
Antalet invånare i kommunen Landévant
| Referens: INSEE |